# Мочидла (Мазовецьке воєводство)
Мочидла (пол. Moczydła) — село в Польщі, у гміні Якубув Мінського повіту Мазовецького воєводства.
Населення — 183 особи (2011).
У 1975—1998 роках село належало до Седлецького воєводства.

## Демографія
Демографічна структура станом на 31 березня 2011 року:
|          | Загалом | Допрацездатний вік | Працездатний вік | Постпрацездатний вік |
| -------- | ------- | ------------------ | ---------------- | -------------------- |
| Чоловіки | 89      | 17                 | 64               | 8                    |
| Жінки    | 94      | 24                 | 56               | 14                   |
| Разом    | 183     | 41                 | 120              | 22                   |